# Erna Brell
Erna Brell (* unbekannt) ist eine deutsche Tischtennisspielerin. Sie gewann 1957 die Deutsche Meisterschaft im Einzel.
Erna Brell war Abwehrspielerin. Sie spielte zunächst beim Verein TG Bockenheim, ehe sie um 1950 zur Eintracht Frankfurt wechselte. Hier gewann sie viermal die Deutsche Mannschaftsmeisterschaft der Damen, nämlich 1951, 1952, 1957 und 1959; in der Endrunde 1958 musste sie zugunsten von jüngeren Spielerinnen aussetzen. 1955 und 1956 wurde sie Hessenmeisterin im Einzel und im Doppel, 1957 noch einmal im Doppel. 1954 ging sie zum Verein TG Bockenheim, wo sie bis 1956 blieb, um dann wieder zu Eintracht Frankfurt zurückzukehren.
Bei der Deutschen Meisterschaft 1957 in Berlin wurde Brell – für die Fachwelt überraschend – Deutsche Meisterin im Einzel. Im Endspiel gewann sie gegen Hannelore Schlaf, indem sie neben einem soliden Abwehrspiel im geeigneten Moment ihre Fähigkeiten zum Angriff zeigte. Wegen dieses Erfolges wurde Brell für die Teilnahme an den Individualwettbewerben der Weltmeisterschaft 1957 nominiert. Aus gesundheitlichen Gründen verzichtete sie sowohl auf die WM als auch auf die Titelverteidigung bei der Deutschen Meisterschaft 1958.
1957 wurde Erna Brell in der DTTB-Rangliste auf Platz 3 geführt.
Sie ist verheiratet.